# Stein-Erik Eriksen
Stein-Erik Eriksen (født 30. juli 1996 i Oslo) er en cykelrytter fra Norge, der senest kørte for ColoQuick Cycling.

## Karriere
Efter at havde dyrket langrend i mange år, satsede Stein-Erik Eriksen i 2017 på landevejscykling. De første to år kørte han for Bærum OCK, inden han fra starten af 2019 skiftede til danske Team ColoQuick. Forinden havde han af Olympiatoppen fået målt sit kondital, og det var det femte højeste kondital nogensinde målt i Norge.